# Тьерральта
Тьерральта (исп. Tierralta) — город и муниципалитет на севере Колумбии, на территории департамента Кордова.

## История
Поселение, из которого позднее вырос город, было основано 25 ноября 1909 года. Муниципалитет Тьерральта был выделен в отдельную административную единицу в 1931 году.

## Географическое положение

Муниципалитет Тьерральта

Город расположен в юго-западной части департамента, в пределах Прикарибской низменности, на правом берегу реки Сину, на расстоянии приблизительно 39 километров к юго-западу от города Монтерии, административного центра департамента. Абсолютная высота — 51 метр над уровнем моря.
Муниципалитет Тьерральта граничит на севере с территорией муниципалитета Монтерия, на северо-западе — с муниципалитетом Валенсия, на северо-востоке — с муниципалитетом Планета-Рика, на востоке — с муниципалитетом Монтелибано, на западе и юге — с территорией департамента Антьокия. Площадь муниципалитета составляет 5025 км².

## Население
По данным Национального административного департамента статистики Колумбии, совокупная численность населения города и муниципалитета в 2015 году составляла 99 911 человек.
Динамика численности населения муниципалитета по годам:
| 2005   | 2006   | 2007   | 2008   | 2009   | 2010   | 2011   | 2012   | 2013   | 2014   | 2015   |
| ------ | ------ | ------ | ------ | ------ | ------ | ------ | ------ | ------ | ------ | ------ |
| 78 770 | 80 645 | 82 550 | 84 506 | 86 506 | 88 582 | 90 738 | 92 948 | 95 228 | 97 553 | 99 911 |

Согласно данным переписи 2005 года мужчины составляли 51,4 % от населения Тьерральты, женщины — соответственно 48,6 %. В расовом отношении белые и метисы составляли 68 % от населения города; негры, мулаты и райсальцы — 26,7 %, индейцы — 5,3 %.
Уровень грамотности среди всего населения составлял 75,3 %.

## Экономика
Основу экономики Тьерральты составляют: сельское хозяйство, лесозаготовка и рыболовство.
56,4 % от общего числа городских и муниципальных предприятий составляют предприятия торговой сферы, 37,2 % — предприятия сферы обслуживания, 5,4 % — промышленные предприятия, 1 % — предприятия иных отраслей экономики.